# Triebwagen 14–31 (Straßenbahn Oberhausen)
Die Triebwagen 14–31 waren eine 18 Fahrzeuge umfassende Serie der Straßenbahn Oberhausen. Die meterspurigen Triebwagen wurden ab 1899 von der Waggonfabrik Herbrand gebaut und ergänzten die zehn Trieb- und drei Beiwagen der Erstausstattung von 1897. 

## Entwicklung
Die Triebwagen der zweiten Serie wurden ab 1899 beschafft. Gegenüber der ersten Serie fielen die Wagen etwa 30 Zentimeter länger aus. Die 18 Sitzplätze waren in Querrichtung 2+1 angeordnet. Sie verfügten über halboffene Einstiegsplattformen; die Stirnwandseiten waren verglast und boten dem Fahrer einen Schutz vor schlechter Witterung, die Einstiege waren dagegen noch offen und wurden nur mit einer Kette verschlossen. Die Fahrzeuge hatten zunächst je Seite zwei Einstiege an den Wagenenden. Vor dem Ersten Weltkrieg erfuhren die Wagen einen ersten Umbau, bei dem die jeweils vordere rechte Tür verschlossen wurde. Dadurch stand den Fahrgästen nur noch ein gemeinsamer Ein- und Ausstieg zur Verfügung, was den Aufenthalt an den Haltestellen erheblich verlängerte.
In den 1920er Jahren dienten die Wagen vor allem als Reklamewagen, was einen starken Verschleiß der Aufbauten mit sich brachte. Daher kam es Ende der 1920er Jahre zu einem weiteren Umbau, bei dem die Aufbauten grundlegend überholt wurden. Die Plattformen waren hiernach vollständig geschlossen und verfügten wieder beidseitig über Türen. Die Schiebetüren zwischen den Plattformen und dem Fahrgastinnenraum wurden vergrößert. Zudem erhielten die Wagen kippbare Oberlichter zur besseren Belüftung. Von Triebwagen 22 ist zudem eine veränderte Fensteranordnung mit fünf Seitenfenstern bekannt. Die äußeren Abmessungen vergrößerten sich durch den Umbau geringfügig.
Ab den 1930er Jahren zog die Oberhausener Straßenbahn die Triebwagen aus dem Personenverkehr nach und nach ab. Die Wagen 14, 18, 28 und 29 verkehrten nach dem Ausbau der elektrischen Ausrüstung im Jahr 1934 als Beiwagen 211–214. Die Triebwagen 15, 16 und 27 kamen 1936 zur Straßenbahn Elbing (pl.: Elbląg). Von den verbliebenen elf Wagen schieden die Triebwagen 17 und 19 als Kriegsverlust aus. In den 1950er Jahren waren fünf Triebwagen als Arbeitswagen (Atw) unterwegs, von denen drei bereits vor dem Zweiten Weltkrieg und unter neuer Nummer verkehrten. Die Fahrzeuge wurden mit Ausnahme des Atw 152 (ex 25) bis Mitte der 1960er Jahre ausgemustert.

## Museumswagen 25
Ein Jahr vor der Stilllegung der Oberhausener Straßenbahn 1968 fand ein Umbau des Arbeitstriebwagens 152 zum Museumsfahrzeug statt. Der Wagen präsentiert sich seitdem unter seiner alten Nummer 25 im Zustand des zweiten Umbaus von 1928. Für die Abschiedsfahrt der Straßenbahn am 13. Oktober 1968 versahen die Stadtwerke Oberhausen (STOAG) den Wagen mit einem aus Amsterdam geliehenen Lyrabügel.
Im Jahr 1969 übergab die STOAG den Wagen an das Hannoversche Straßenbahnmuseum, wo er sich anschließend für fast 30 Jahre befand. 1997 gelangte das Fahrzeug kurzzeitig nach Nordhausen, bevor es am 10. September 1997 nach Oberhausen zurückkehrte. Es wurde anschließend in einem Ausbildungsprojekt der STOAG und des Oberhausener Zentrums für Ausbildung und berufliche Qualifikation restauriert. Die zweite Jungfernfahrt fand am 31. Dezember 1999 in Oberhausen statt.
Der Triebwagen dient heute der STOAG als Museumsstraßenbahn für Sonderfahrten und ist nach Angaben des Unternehmens das deutschlandweit älteste Straßenbahnfahrzeug, das für das öffentliche Gleisnetz zugelassen ist. Abgestellt ist der Triebwagen in der Regel im Betriebshof der Mülheimer VerkehrsGesellschaft.